# Воглє (Сежана)
Воглє (словен. Voglje) — поселення в общині Сежана, Регіон Обално-крашка, Словенія. Висота над рівнем моря: 329,5 м. Розташоване близько кордону з Італією.